# Toxocarpus hainanensis
Toxocarpus hainanensis är en oleanderväxtart som beskrevs av Ying Tsiang. Toxocarpus hainanensis ingår i släktet Toxocarpus och familjen oleanderväxter. Inga underarter finns listade i Catalogue of Life.